# 瞿子清
瞿子清（约1916年—1985年3月5日），湖南人，體育專欄作家，自1980年到1983年在《民生報》連載中華民國大陸時期及臺灣時期的籃球專欄。

## 生平簡介
瞿子清為湖南人，1967年（民國五十六年）退伍後考進國立臺灣師範大學國文專修科，畢業後分發到臺中市立育英國民中學擔任教師。他娶同齡的謝靜純為妻，在台中育有四名子女。
1977年，瞿子清計畫退休後，插班師範大學夜間部國文系，但退休卻未獲批准。該年他只好白天當老師，周三到周五在下午一點四十分乘坐從台中開出的金馬號班車，趕晚上六點鐘的課程。完課約是十點，然後乘坐夜快車趕回，一早又到育英國中參加升旗典禮。當時，中山高速公路台北到台中段尚未開通，育英國中校長汪沱體諒其辛勞又有糖尿病，說瞿老師可不需參加升旗典禮，但被婉拒。
1980年第四屆威廉·瓊斯盃國際籃球邀請賽時，瞿子清投稿《民生報》，說自己已有五十年的籃球迷經驗，寫下早年看天津南開五虎、南京國體、中央軍校的回憶。報紙也有刊登讀者回應的文章。專欄有寫到1983年1月4日，講述1950年中秋節，瞿子清看菲律賓黑白隊與七虎籃球隊對決的回憶。
1985年3月5日，瞿子清以七十歲之齡病逝。該月24日，台中市立殯儀館懷恩廳舉行公祭後火葬。

## 出版書籍
- 瞿子清. . 偉華體育旬刊社. 1961.
- 瞿子清. . 天工書局. 1982.